# 労働市場テスト
労働市場テスト（ろうどうしじょうテスト）とは国内の労働者により充足されないことを確認するなど、労働市場の状況を勘案して国外の人に就労の許可を与える制度。
ドイツ、フランス、イギリス、アメリカ合衆国、カナダといった国々で導入されている。